# Есте
Есте (итал. Este) је насеље у Италији у округу Падова, региону Венето.
Према процени из 2011. у насељу је живело 14629 становника. Насеље се налази на надморској висини од 11 м.

## Становништво
| 1951.  | 1961.  | 1971.  | 1981.  | 1991.  | 2001.  | 2011.  |
| ------ | ------ | ------ | ------ | ------ | ------ | ------ |
| 16.294 | 15.651 | 17.044 | 18.105 | 17.668 | 16.704 | 16.576 |

## Партнерски градови
- Ријека
- Leek
- Pertuis
- Бад Виндсхајм
- Таполца